# جورج همينغواي
جورج همينغواي (بالإنجليزية: George Hemingway)‏ (29 يناير 1872 - 11 مارس 1907) هو لاعب كريكت بريطاني (وحمل سابقاً جنسية المملكة المتحدة لبريطانيا العظمى وأيرلندا).